# Brooke Nevin
Brooke Candice Nevin (22 de dezembro de 1982 em Toronto, Canadá) é uma atriz mais conhecida por seus papéis como Rachel na série Animorphs do canal Nickelodeon e como Nikki Hudson na famosa série The 4400.
Ela também tem no currículo vários outros programas, como Smallville, Supernatural e Charmed.
Também tem estado num longo relacionamento à distância com o ator britânico Elyes Gabel por 4 anos, e agora ela divide seu tempo entre a Inglaterra e o Canadá.
Em 2011, Brooke interpreta Julianne Simms, uma analista com problemas de transtorno do pânico e depressão, na série de drama Breakout Kings.

## Filmografia
- Chicago Fire (2012)...
- Breakout Kings (2011-2012)... Julianne Simms
- My Suicide (2007)... Sierra
- Comeback Season (2006)... Christine Pearce
- My Boys (2006)... Traci
- Sherman's Way (2006)... Addy
- Eu Sempre Vou Saber o Que Vocês Fizeram no Verão Passado (2006)... Amber Williams
- Sobrenatural (2006)... Kat
- Without a Trace (2005)... Nell Clausen
- Smallville (2005)... Buffy Sanders
- Charmed (2005)... Hope
- The 4400 (2004)... Nikki Hudson
- Animorphs (1998)... Rachel